# Juuso Hietanen
Juuso Hietanen, född 14 juni 1985 Tavastehus i Finland, är en finländsk ishockeyspelare som spelar för HPK i Liiga. 
Hietanen ingick i det finländska landslag som vann den olympiska ishockeyturneringen 2022 i Peking.

## Klubbar
- HPK Moderklubb–07  (Tavastehus, Finland)
- Pelicans 2005 (lån) (Lahtis, Finland)
- Brynäs IF 2007–10 (Gävle, Sverige)
- HV71 2010–11 (Jönköping, Sverige)
- Torpedo Nizjnij Novgorod 2011–2015 (Nizjnij Novgorod, Ryssland)
- HK Dynamo Moskva 2015–2021 (Moskva, Ryssland)
- HC Ambrì-Piotta 2021– (Ticino, Schweiz)